# Riccardo Innocenti
Riccardo Innocenti (Ardenno, 29 luglio 1943) è un ex calciatore italiano, di ruolo attaccante.

## Carriera
Cresciuto calcisticamente nella squadra del suo paese, Innocenti passa, sul finire degli anni '50, al Sondrio che, nel 1961, lo fa esordire in Serie D a 18 anni. nel 1962 passa al Lecco in Serie B ed in riva al lago resta tre stagioni realizzando, nel 1964 12 reti che rappresentano il suo record assoluto.

Un giovane Innocenti alla nel 1965-1966

Paradossalmente, proprio successivamente ad una stagione più grigia di quella precedente, passa in Serie A nel 1965 alla neo promossa SPAL. Il presidente dei biancoazzurri, Paolo Mazza, viene deriso per l'acquisto del ventiduenne Innocenti, giunto a Ferrara assieme al difensore Antonio Colombo ed al centrocampista Franco Carrera, ma ancora una volta il mago di campagna non si sbaglierà: dopo un esordio negativo, sconfitta a Napoli per 4 a 2 il 3 settembre 1965, il centravanti lombardo si inserirà perfettamente nell'attacco spallino ed accanto a Massei, Capello, Reja e Muzzio troverà la vena giusta andando in rete ben 10 volte, la prima delle quali a Ferrara contro la Juventus in un infuocato 2 a 2 il 24 ottobre 1965. Proprio con Muzzio e Massei l'intesa sarà perfetta, il veneziano verrà spostato all'ala sinistra, Innocenti al centro e l'argentino a centrocampo; in tutto i tre segneranno 29 reti.
Nel 1966 la grande occasione. Mazza, che ha acquistato in comproprietà Innocenti, tenta di riscattarlo ma, di fronte alle altissime pretese dei lecchesi, si riduce a vendere la propria metà ad un prezzo molto alto ad una società con la quale solitamente non faceva affari ma molto legata al Lecco: il Milan. Innocenti, tra i rossoneri allenati da Arturo Silvestri, giocherà 14 partite di campionato, 3 in Coppa delle Alpi ed 1 di Coppa Italia, segnando una sola rete, il 5 marzo 1967, contro il Lanerossi Vicenza.
Torna quindi in Serie B a Lecco dove disputa due stagioni. Pare aver perso il senso del goal ma troverà una nuova rivitalizzazione quando passerà, nel 1969, al Perugia, squadra in cui ritroverà l'ex compagno del fortunato campionato alla SPAL Olivieri oltre all'altro ex spallino Montenovo e dove verrà trasformato in interno da Mazzetti. Dopo cinque stagioni fra i Grifoni, in cui sarà anche capitano della squadra per lungo tempo, abbandonerà il calcio professionistico nel 1974.
A livello di Nazionale, era stato inserito nella rosa dei 22 giocatori che nel settembre 1964 si stavano preparando per la partecipazione ai Giochi Olimpici di Tokyo, poi non effettuata per l'accusa di professionismo rivolta ad alcuni componenti da parte del C.I.O. (Comitato Olimpico Internazionale).
In carriera ha totalizzato complessivamente 47 presenze e 11 reti in Serie A e 314 presenze e 57 reti in Serie B.

## Palmarès

### Club

#### Competizioni nazionali
- Coppa Italia: 1

Milan: 1966-1967